# Hans Bitterlich
Hans Bitterlich (28. dubna 1860 Vídeň – 5. srpna 1949) byl rakouský sochař.

## Životopis
Syn sochaře a malíře Eduarda Bitterlicha studoval u Edmunda Hellmera a Kaspara von Zumbuscha a byl od roku 1901 do roku 1931 profesorem na Akademii výtvarných umění ve Vídni. Mezi jeho nejznámější díla patří památník Gutenberga na Lugecku (1900) a památník císařovny Alžběty v Volksgartenu (1904-1907). Roku 1943 získal Goethe-Medaille für Kunst und Wissenschaft.

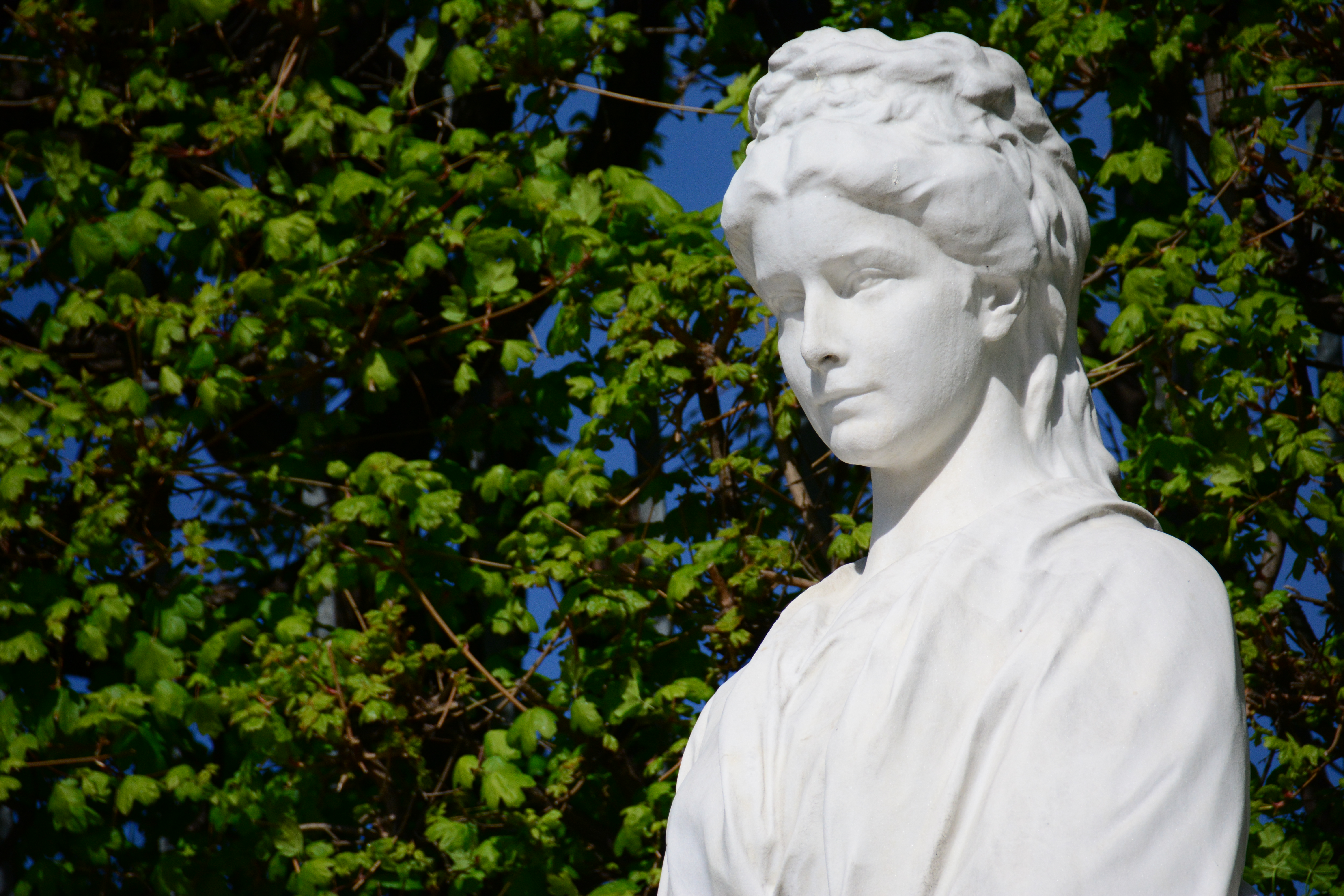
památník císařovny Alžběty
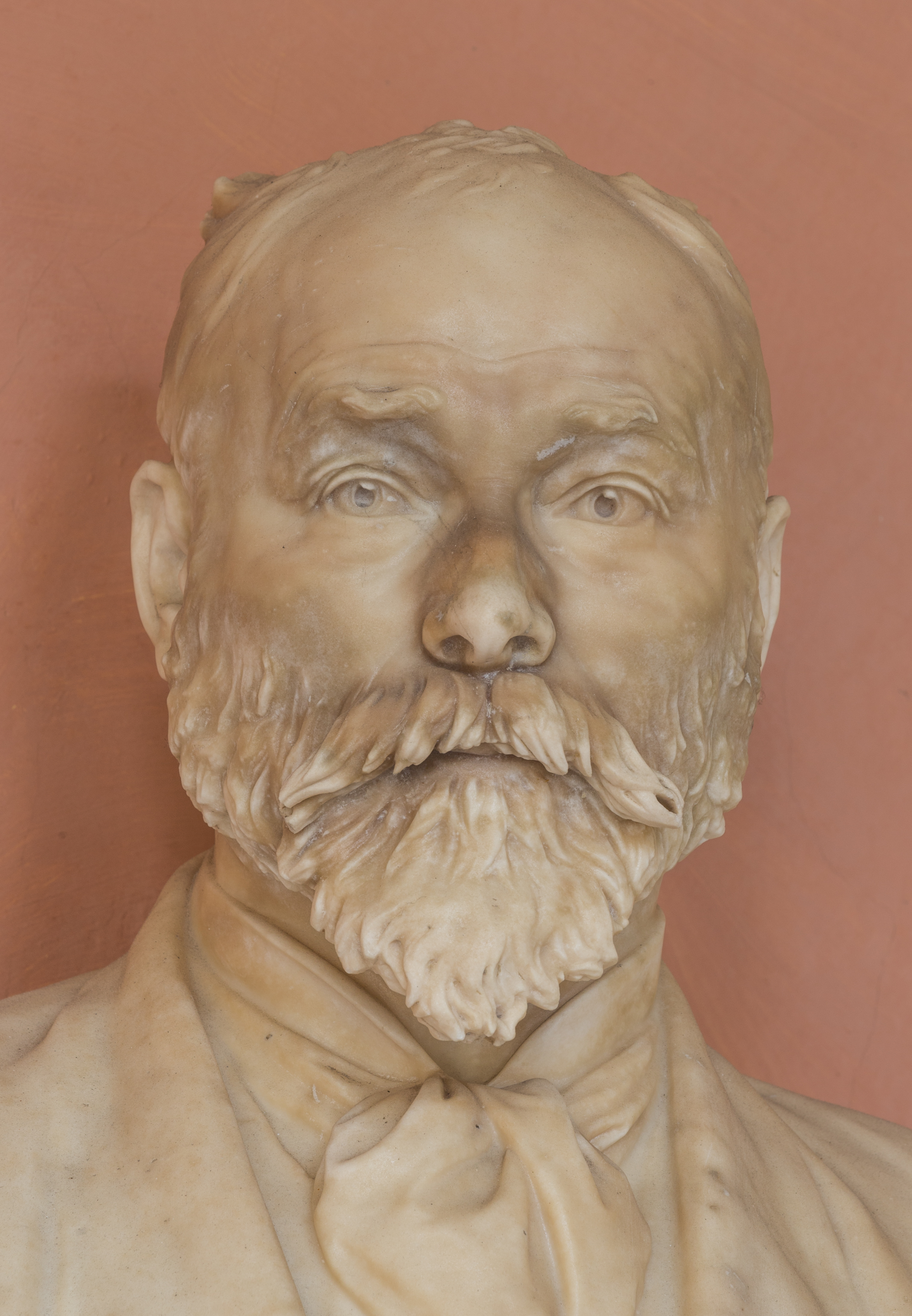
Adolf Exner